# Tetsuko Kuroyanagi
 (mai 2023).
Si vous disposez d'ouvrages ou d'articles de référence ou si vous connaissez des sites web de qualité traitant du thème abordé ici, merci de compléter l'article en donnant les références utiles à sa vérifiabilité et en les liant à la section « Notes et références ».
Tetsuko Kuroyanagi (黒柳 徹子, Kuroyanagi Tetsuko) est née le 9 août 1933 à Tokyo. Elle anime depuis plus de 40 ans un talk-show quotidien au Japon. Elle est également actrice, ambassadrice de l'Unicef depuis 1984 et auteur d'un livre autobiographique grâce auquel elle est l'une des rares japonaises à être connue en dehors de ses frontières.

## Biographie
Fille d'un célèbre musicien, Tetsuko Kuroyanagi est diplômée du conservatoire de musique de Tokyo. En 1953, elle entre à la NHK, d'abord au sein de la troupe de la chaîne, et suit alors des cours d'art dramatique au Bungakuza. En 1971, elle suit pendant un an des cours au studio Mary Tarcai à New York.
En 1976, elle débute la présentation de son talk-show quotidien Le salon de Tetsuko (徹子の部屋, Tetsuko no heya) sur TV Asahi.
En 1984, elle devient ambassadrice  itinérante de l'Unicef.
Elle est également conseillère auprès du World Wide Fund for Nature, directrice adjointe de l'orchestre philharmonique de Tokyo, et elle s'intéresse de très près à la protection de l'enfance.
Elle crée enfin la fondation Totto qui forme des acteurs malentendants.

## Distinction
En 2015, elle est élue personne de mérite culturel.